# Automatisierter Handel
Automatisierter oder algorithmischer Handel (auch englisch Algorithmic Trading, Algo Trading, Black Box Trading, High Frequency Trading, Flash Trading oder Grey Box Trading) bezeichnet umgangssprachlich allgemein den automatischen Handel von Wertpapieren durch Computerprogramme an einer Börse.

## Allgemeines
Nach § 80 Abs. 2 WpHG wird der algorithmische Handel beschrieben als Handel mit Finanzinstrumenten, bei denen ein Computeralgorithmus über die Ausführung und die Parameter des Auftrags automatisch entscheidet. Ausgenommen sind davon Systeme, die Aufträge nur bestätigen oder an andere Handelsplätze weiterleiten.
Bis dato hat sich keine eindeutige Definition in der Literatur der Wirtschaftsinformatik und der Wirtschaftswissenschaft durchgesetzt. Viele Autoren verstehen darunter Computerprogramme, die dazu genutzt werden, bestehende Kauf- und Verkaufsaufträge (Wertpapierorders) auf elektronischem Wege an die Börse zu leiten. Die andere Gruppe von Autoren versteht darunter Computerprogramme, die selbständig Kauf- und Verkaufsentscheidungen treffen. In diesem Kontext kann man Algorithmic Trading bei Buy-side- und Sell-side-Finanzinstituten unterscheiden. Der automatisierte Handel setzt an einer Börse ein elektronisches Handelssystem voraus.

## Geschichte
Börsen berichten im automatisierten Handel von einem Anteil bis zu 50 Prozent am Börsenumsatz. An der Eurex hat sich der automatisierte Handel von 2004 bis 2006 vervierfacht. Der traditionelle Handel ist dagegen nur leicht gewachsen. Die Eurex nimmt an, dass momentan ca. 20–30 % des gesamten Umsatzes durch automatisierten Handel entsteht. Innerhalb der Eurex rechnet man mit einer Wachstumsrate von etwa 20 % pro Jahr. Laut einer Studie der AITE Group waren 2006 etwa ein Drittel aller Wertpapierhandel von automatischen Computerprogrammen und Algorithmen gesteuert. AITE schätzt, dass dieser Anteil bis 2010 etwa 50 % erreichen könnte. Wie Gomolka darstellt, sind diese Zahlen zum Börsenumsatz jedoch kritisch zu werten. Denn die Börsen sehen nur diejenigen Orders, die von Maschinen an die Börse übermittelt und in den elektronischen Orderbüchern aufgefangen werden (siehe Transaktionsunterstützung). Welcher Anteil des Börsenumsatzes von Maschinen generiert wird (siehe Entscheidungsunterstützung) und welcher Anteil durch menschliche Händler in die Ordersysteme eingegeben wird, kann von den Börsen nicht gemessen werden.
Anfang Juli 2009 wurde ein ehemaliger Mitarbeiter des amerikanischen Finanzdienstleisters Goldman Sachs vom FBI verhaftet, da er Teile der Software gestohlen haben soll, die von dem Unternehmen zum automatisierten Handel genutzt wird. Die Software sei laut Staatsanwaltschaft zudem geeignet, „um Märkte auf unfaire Weise zu manipulieren“. Er wurde jedoch inzwischen freigesprochen, da er nach US-Recht keinen physikalischen Gegenstand gestohlen hatte. Zum größten Teil waren die Programme, die er mitnahm, nur von ihm selbst verbesserte Open-Source-Programme.

## Algorithmic Trading zur Orderaufgabe
Je nach Automatisierungsgrad kann der Computer selbständig über bestimmte Aspekte der Order entscheiden (Timing, Preis, Volumen oder Zeitpunkt der Orderaufgabe). Im sogenannten „Sell Side Algo-Trading“ (z. B. Brokerages) werden große Orders in mehrere kleinere Handelseinheiten aufgeteilt. Damit können Market Impact, Opportunitätskosten und Risiken gesteuert werden. Der Algorithmus legt das Aufsplitten und den Zeitpunkt (Timing) der Orders anhand vordefinierter Parameter fest. Diese Parameter nutzen üblicherweise sowohl historische als auch aktuelle Marktdaten. Algorithmischer Handel wird von Brokern zum einen für den Eigenhandel verwendet, zum anderen aber auch den Kunden der Broker als Dienstleistung angeboten. Aufgrund der Komplexität und Ressourcenlage haben institutionelle Investoren einen gewissen Drang, auf Lösungen von Brokern zuzugreifen. Der Vorteil automatisierten Handels ist die hohe Geschwindigkeit, in der sie Geschäfte platzieren können und die im Vergleich zum Menschen höhere Menge an relevanten Informationen, die sie beobachten und verarbeiten. Damit gehen auch geringere Transaktionskosten einher. Voraussetzung für algorithmischen Handel ist, dass bereits eine Order bzw. eine Handelsstrategie vorliegt. Hier geht es im Gegensatz zu automatischem Handel bzw. Quote-Maschinen darum, eine Order intelligent auf verschiedenen Märkten zu verteilen. Es geht nicht darum, anhand von Parametern automatisch Angebote in den Markt zu geben.

## Automatisierter Handel als Entscheidungsunterstützung
Automatisierter Handel wird von Hedgefonds, Pensionsfonds, Investmentfonds, Banken und anderen institutionellen Anlegern genutzt, um Orders automatisch zu generieren und/oder auszuführen. Hier generieren Computer selbständig Kauf- und Verkaufssignale, die in Orders auf dem Finanzplatz umgesetzt werden, bevor Menschen überhaupt eingreifen können. Algorithmic Trading kann mit jeder Investment-Strategie benutzt werden: Market Making, Inter-Market Spreading, Arbitrage, Trendfolgemodelle oder Spekulationen. Die konkrete Anwendung von Computermodellen bei der Investmententscheidung und Durchführung ist unterschiedlich. So können Computer entweder nur unterstützend für die Investment-Analyse eingesetzt werden (Quant Fonds) oder die Orders sowohl automatisch generiert als auch an die Finanzplätze weitergeleitet werden (Autopilot). Die Schwierigkeit bei Algorithmic Trading liegt in der Aggregation und Analyse historischer Marktdaten sowie der Aggregation von Real-time-Kursen, um den Handel zu ermöglichen. Ebenso ist das Aufstellen und Testen mathematischer Modelle nicht trivial.

## Abgrenzung High Frequency Trading und Systematic Trading
In der Fachliteratur wird Algorithmic Trading oft mit Hochfrequenzhandel gleichgesetzt, bei dem Wertpapiere in Sekundenbruchteilen ge- und wieder verkauft werden. Einer Studie von FINalternatives zufolge kategorisieren Fondsmanager den Bereich des Algorithmic Trading aber höchst unterschiedlich. So verstehen über 60 % der Befragten unter Hochfrequenzhandel Transaktionen im Zeitraum von 1 s bis 10 Minuten. Ca. 15 % der Befragten verstehen darunter Transaktionen im Zeitraum von 1–5 Tagen. Aldridge (2009) kategorisiert Algorithmic Trading ausschließlich als Hochfrequenzhandel. Gomolka (2011) hingegen fasst unter dem Algorithmic Trading sowohl das High-Frequency Trading (in Sekundenbruchteilen) als auch das Systematic Trading (längerfristig über mehrere Tage) zusammen. Er betont, dass Computerprogramme nicht nur kurzfristig (z. B. zum Flash Trading) eingesetzt werden, sondern auch langfristig im Ablauf mehrerer Minuten, Stunden oder Tage selbständig handeln können.

## Auswirkungen auf die Finanzmarktstabilität
Im Gegensatz zur Computerbörse, bei der Computer nur als Kommunikationsplattform für die Verknüpfung von passenden Kauf- und Verkaufsangeboten dienen, platziert das System selbständig solche Angebote und sucht sich Handelspartner. Sie werden mitverantwortlich gemacht für den Börsenkrach am 19. Oktober 1987, den Schwarzen Montag. Ihre „Wenn-dann“-Algorithmen sollen dafür gesorgt haben, dass immer mehr Aktienpakete abgestoßen wurden, nachdem die Kurse zu fallen begonnen hatten, was letztlich zu panikartigen Verkäufen geführt habe. Am 6. Mai 2010 fiel der Dow-Jones-Index innerhalb von acht Minuten um über 1000 Punkte. Ausgelöst wurde dieser Crash jedoch ursprünglich nicht durch High Frequency Programme, sondern eine Sell-Order des Handelshauses Waddell & Reed, das 75.000 S&P500 E-Mini Future Kontrakte innerhalb 20 Minuten per Market Order in den Markt gab. Dieser Flash Crash veranlasste die SEC zu einer Verschärfung ihrer Circuit-Breaker-Regeln, wonach zukünftig Kurseinbrüche von über 10 % bei einer Aktie zu einer automatischen Aussetzung des Handels führen sollen.

## Regulatorische Bedeutung des algorithmischen Handels
Die regulatorische Einordnung einer Handelsstrategie als „algorithmisch“ bringt zahlreiche Folgepflichten mit sich. So müssen algorithmische Händler in Deutschland gemäß § 80 Abs. 2 Wertpapierhandelsgesetz sowohl gegenüber dem jeweiligen Handelsplatz als auch gegenüber der Bundesanstalt für Finanzdienstleistungsaufsicht Kennzeichnungspflichten erfüllen. Zudem unterfallen algorithmische Händler gemäß § 1 Abs. 1a Nr. 4d KWG einer Erlaubnispflicht für Bankgeschäfte (Banklizenz) und müssen sich demnach einem umfangreichen Erlaubnisverfahren gemäß § 32 KWG unterziehen. Die Pflichten werden vom Gesetzgeber mit den durch algorithmischen Handel bestehenden Gefahren begründet.
Die strenge Beaufsichtigung algorithmischer Händler stößt jedoch vielerorts auf Kritik. Einerseits wird der viel zu weite Wortlaut des in Betracht kommenden Art. 4 Abs. 1 Nr. 39 der Richtlinie 2014/65/EU (MiFID II) kritisiert. Andererseits wird kritisiert, dass die Gesetzgeber den Aufsichtsrahmen teilweise unübersichtlich gestaltet haben und (wirtschaftswissenschaftlich) essenzielle Fragen zur Abgrenzung algorithmischen Handels von Manuellem, unbeantwortet ließen. So seien etwa die Frage nach der zur Begründung algorithmischen Handels erforderlichen Anzahl automatisch bestimmter Auftragsparameter oder die Frage nach dem Zeitpunkt des Vorliegens bzw. der Gestaltung der menschlichen Intervention zur Abwendung algorithmischen Handels bislang ungeklärt.